# Gouex
Gouex är en kommun i departementet Vienne i regionen Nouvelle-Aquitaine i västra Frankrike. Kommunen ligger i kantonen Lussac-les-Châteaux som tillhör arrondissementet Montmorillon. År 2022 hade Gouex 473 invånare.

## Befolkningsutveckling
Antalet invånare i kommunen Gouex
| Referens: INSEE |